# كريستين جونستون
كريستين جونستون (بالإنجليزية: Kristen Johnston)‏ ولدت في 20 سبتمبر 1967، هي ممثلة أمريكية حائزة على جائزة الإيمي. وتبرع جونستون في التمثيل المسرحي، السينمائي، والتلفزيوني. الدور الذي جعلها تحقق جائزة إيمي هي شخصية سالي سولومون في مسلسل حقبة التسعينات الشهير 3rd Rock from the Sun حيث حققت الجائزة في سنتي 1997 و1999. كما شاركت في بطولة الفيلم السينمائي المقتبس من مسلسل الرسوم المتحركة The Flintstones (2000) حيث أدت شخصية ويلما سلاجهوبل. وشاركت جونستون أيضا في ست حلقات من المسلسل الطبي الشهير ER في سنة 2005، وشاركت في فيلم bride wars «حرب العرائس» وأخيرا شاركت كريستين جونستون في ثلاث حلقات من المسلسل الأميركي الشهير Ugly Betty «بيتي القبيحة» في موسمه الرابع والأخير والذي تم الانتهاء من عرضه على قناة ABC Comedy

## روابط خارجية
- كريستين جونستون على موقع IMDb (الإنجليزية)
- كريستين جونستون على موقع روتن توميتوز (الإنجليزية)
- كريستين جونستون على موقع ألو سيني (الفرنسية)
- كريستين جونستون على موقع أول موفي (الإنجليزية)
- كريستين جونستون على موقع قاعدة بيانات برودواي على الإنترنت (الإنجليزية)
- كريستين جونستون على موقع قاعدة بيانات الأفلام السويدية (السويدية)
- كريستين جونستون على موقع إن إن دي بي (الإنجليزية)
- كريستين جونستون على موقع قاعدة بيانات الفيلم (الإنجليزية)
- كريستين جونستون على موقع كينوبويسك (الروسية)